# Caution (álbum de Mariah Carey)
Caution é o décimo quinto álbum de estúdio da artista musical estadunidense Mariah Carey, lançado em 16 de novembro de 2018 pela Epic Records, seu último lançamento com a gravadora. Seu primeiro álbum de estúdio em quatro anos, Carey colaborou com Ty Dolla Sign, Slick Rick, Blood Orange e Gunna nas faixas do projeto e trabalhou com uma variedade de produtores. Musicalmente, Caution é um álbum R&B, pop e hip hop. O álbum foi promovido pelos singles "With You" e "A No No".
O álbum obteve desempenho moderado nos Estados Unidos, onde estreou e atingiu a quinta posição da Billboard 200, com 51.000 unidades vendidas em sua primeira semana, mas adquiriu êxito mínimo nos demais territórios, alcançando o top quarenta na Austrália, Canadá, Itália, Japão e Reino Unido. O álbum recebeu aclamação da crítica, com múltiplos críticos considerando-o o trabalho mais coeso de Carey em mais de uma década, e apareceu em várias listas de melhores do ano de 2018. Para promover o álbum, Carey também embarcou na Caution World Tour, porém a turnê falhou em alavancar as vendas do disco, que em 2019 havia vendido apenas 80.000 cópias mundialmente.
Em 2022, a faixa "Runway", presente apenas na edição japonesa do projeto, foi disponibilizada em todas as plataformas de streaming, como uma reedição do álbum. Em maio de 2024, Carey lançou "Portrait" como um extended play (EP) que contém três remixes da canção.

## Antecedentes
Em 23 de maio de 2014, o décimo quarto álbum de estúdio de Carey, Me. I Am Mariah... The Elusive Chanteuse, foi lançado. Ele estreou no número três na Billboard 200, com vendas de 58.000 cópias, tornando-se sua abertura mais baixa para um álbum de estúdio seu com exceção dos natalinos, desde que a Nielsen SoundScan começou a acompanhar as vendas em 1991. Em janeiro de 2015, a cantora anunciou que ela assinou um contrato de residência para se apresentar no The Colosseum no hotel Caesars Palace em Las Vegas em maio e julho de 2015 (estendido posteriormente para 2016 e 2017), afirmando que executaria todos os seus 18 hits número um. Em 18 de maio de 2015, ela lançou #1 to Infinity, seu sexto álbum de compilação, em apoio a isso, revisando sua primeira compilação #1's com uma lista atualizada dos toppers das paradas subsequentes. Mais tarde, ela embarcou na The Sweet Sweet Fantasy Tour em 2016, que foi fortemente apresentada na série de documentários da cantora Mariah's World, bem como na All the Hits Tour ao lado de Lionel Richie em 2017. Em 3 de fevereiro , 2017, Carey lançou o single "I Don't" com YG. Chegando ao número 88 na Billboard Hot 100. Em outubro de 2017, Carey lançou um novo single para a trilha sonora, "The Star", para o filme com o mesmo nome. Ele rendeu a Carey uma indicação para Melhor Canção Original no 75º Golden Globe Awards e alcançou o número 28 na parada americana de artistas contemporâneos. Carey também desenvolveu um filme de Natal animado, intitulado All I Want For Christmas Is You, para o qual ela gravou uma música original chamada "Lil 'Snowman". O filme foi lançado diretamente em vídeo em 14 de novembro de 2017. Em janeiro de 2018, Carey confirmou que havia começado a trabalhar em um novo álbum.

## Música e letra
Claro que existem canções de amor e momentos de reflexão interior, mas a maioria das faixas são beijos destinados a quem duvidou dela ou a deixou desprezada ... Enquanto grandes baladas emocionais foram a base dos primeiros anos de Carey, há Apenas um momento verdadeiramente pesado no álbum: música final “Portrait”. Após as curvas líricas, arrecadações de R&B e produção estelar, é um momento extremamente pesado que parece um retorno a uma era passada de baladas poderosas para vocalistas de seu calibre.

 — Brittany Spanos, Rolling Stone
Composto por 10 músicas e duas faixas adicionais apresentadas exclusivamente em sua edição japonesa, Caution é um álbum de R&B, pop, hip hop, que incorpora elementos de EDM, psicodelia, e pop latino. Jumi Akinfenwa, da Clash, vê o álbum como uma "homenagem aos sons predominantes em diferentes estágios de sua carreira [de Mariah]". Mike Wass, do Idolator, o saudou como sendo "o novo plano para artistas legados", como Carey.
Ao escrever para a NOW Magazine, Kevin Hegge comentou que "apesar da variedade de estilos, o elemento mais notável do álbum foi sua sucessão". Hegge justapôs ainda mais as "colaborações de Carey com um punhado de artistas e produtores quentes" com o fato de que ela não estava "cogitando as tendências" em sua música. Da mesma forma, Andrew Unterberger, da Billboard, resumiu o Caution como "um álbum resolutamente médio", elogiando a produção por ser "uniforme, mas não estagnada" em sua "frieza exuberante e tendências constantes". Em sua crítica, Unterberger anotou a "lista incrível de produtores" creditada no álbum, descrevendo-os como "dobrando seus sons de marca registrada" para se encaixar na "zona de conforto pop-R&B de Carey". Winston Cook-Wilson, da Spin, descreveu a produção do álbum como sendo a apoteose de "tendências da música contemporânea de R&B, sem suas tendências experimentais mais arrogantes"; ele citou a faixa "Giving Me Life" como uma exceção notável a essa regra.
Tematicamente, Caution tem sido descrito como "um álbum conceitual sobre relacionamentos", com "canções sobre eles caindo aos pedaços, baladas sobre novo amor e outros que celebram algo mais duradouro". Leah Greenblatt, da Entertainment Weekly, da mesma forma, interpretou o álbum como sendo "um estudo em vários graus de inclinação". Nick Smith, do MusicOMH, sentiu que Carey estava "no seu mais etéreo e reflexivo" sobre o Caution, comentando que sua narrativa geral se concentrava no relacionamento que a cantora tem consigo mesma.

## Composição
O álbum começa com "GTFO", descrito como "um registro fantasmagórico e terno com um ritmo magnético". Sua instrumentação influenciada por EDM é baseada em um sample de "Goodbye to a World" de Porter Robinson. Na música, Carey se concentra nas consequências de "um relacionamento condenado", sua apresentação vocal acrescentando "uma vantagem gratificante ao delicioso beijo da música". Como observado pelo crítico Sal Cinquemani em uma resenha da Slant Magazine, "sob a entrega indiferente de Mariah e o patois kitsch ... esconde um peso que talvez seja informado pelo material apocalíptico da música". "With You" é uma balada clássica aveludada de  R&B/soul" construída a partir de pouco mais que piano gospel e anos 808". Suas letras contam a história de uma mulher que busca segurança nas promessas de amor incondicional de seu parceiro em potencial, com Carey vendo "romance com uma desconfiança de olhos abertos" no contexto de uma "tempestade que se aproxima" e "ondas ... batendo na praia". A música destaca, notavelmente, o uso exclusivo de Carey do seu registro de apito.
A faixa-título "Caution" é um "híbrido elegante, pop-R&B", apresentando Carey "no semáforo âmbar; vulnerável e hesitante, mas honesta e esperançosa em embarcar em uma nova jornada". Na música, ela considera a efemeridade de seu relacionamento atual antes de alertar seu namorado para "prosseguir com cautela", confundindo a trivialidade de fatores como "bens materiais" com seu desejo de que seu namorado "se comprometa" em ser seu "tudo". "A No No" é uma faixa de hip hop "irregular e jazzística" que "canaliza o espírito ... e as cadências ... de "No Scrubs" do TLC, enquanto Carey extermina "cobras na grama" antes de refletir sobre "o fato de que não é o mesmo em vários idiomas" na ponte da música. A faixa em si contém notavelmente uma amostra de "Rain Dance", do Jeff Lorber Fusion, e "Crush on You" de Lil' Kim com The Notorious B.I.G. e Lil Cease. "The Distance" com Ty Dolla Sign é descrito como sendo um "elegante, funk lento", com Carey falando contra os detratores que duvidavam de seu relacionamento com seu namorado seria "ir longe", estabelecendo a canção durante o "dias quentes" e "noites frias" do "final de outubro".
"Giving Me Life", com Slick Rick e Blood Orange, é uma faixa inspirada na psicodelia que mostra Carey admitindo que "um amor de verão faz com que ela pense em voltar aos 17 anos e em "me sentir como se eu fosse Norma Jeane". Com duração de seis minutos e 8 segundos, "ela atrai um amante para segui-la" em outra tangente "dentro de uma" grande paisagem obscura [musical] "que eventualmente" se dissolve em um espaço tonto e cheio de violões" em direção a o fim da música. "One Mo 'Gen" é um "hino do quarto" que "evoca R&B dos anos 90 sem parecer datado"; mostra Carey "palpitando de desejo" sobre ela e a química sexual de seu amante. O "8th Grade", produzida por Timbaland, é uma música antiga de R&B, em que Carey "fala sobre dedos digitais nítidos e sintetizadores mentolados", expressando uma angústia em relação às motivações de seu namorado.
O filme "Stay Long Love You", de Gunna, ajuda a tecer influências retrô em uma moderna paleta de sons "contendo inflexões pesadas de trap, com Carey expressando desejo através de "um ritmo e vibração de festa um pouco mais rápidos". "Portrait", mais próximo do álbum, foi descrito como uma "balada lenta e vintage". Ele mostra a cantora revelando "a tensão emocional interna de ter suas próprias cruzes para suportar, mas querendo mantê-las escondidas do mundo".

## Recepção crítica
| Críticas profissionais | Críticas profissionais |
| Pontuações agregadas   | Pontuações agregadas   |
| Fonte                  | Avaliação              |
| ---------------------- | ---------------------- |
| AnyDecentMusic?        | 7.5/10                 |
| Metacritic             | 82/100                 |
| Avaliações da crítica  |                        |
| Fonte                  | Avaliação              |
| AllMusic               | [ 1 ]                  |
| Clash                  | [ 40 ]                 |
| Consequence of Sound   | B-                     |
| Entertainment Weekly   | B+                     |
| musicOMH               | [ 43 ]                 |
| Pitchfork              | 7.5/10                 |
| Rolling Stone          | [ 3 ]                  |
| Slant Magazine         | [ 45 ]                 |

Caution foi recebido com elogios da crítica. No Metacritic, que atribui uma classificação normalizada de 100 a críticas de publicações tradicionais, o Caution recebeu uma pontuação média de 82, com base em nove avaliações, indicando "aclamação universal". Maura Johnston, da Pitchfork, sentiu que o disco representava uma "celebração do status de diva definitiva" da marca musical de Carey. Brittany Spanos, da Rolling Stone, resumiu o disco como sendo "pura felicidade pop inclinada ao hip-hop", elogiando a capacidade de Carey de entregar "um álbum honesto, cheio de verdades" através de um "através de um" som lento de R&B".
Revendo o álbum da AllMusic, Andy Kellman escreveu que [os temas de] de Carey "sedução, celebração, reminiscência, perseverança, rejeição" foram "altamente energizados". MusicOMH deu uma pontuação de todas as cinco estrelas e afirmou: "[Carey] é vulnerável e hesitante, mas honesta e esperançosa em embarcar em uma nova jornada". Spencer Kornhaber, do The Atlantic, afirmou que o álbum "reforça a ideia de Carey, a sagaz, a artesã e o jogador".
O álbum também apareceu em várias listas de final de ano. Bianca Gracie, da Billboard, declarou que o disco indicava "o domínio de Carey como um elemento gráfico", assim como "uma compositora astuta e cantora inimitável". o escritor da revista Paper comentou sobre a importância do Caution "contos de paixão e paz" em um "2018 politicamente cheio", que descreve a sua capacidade de "ressoar com as mulheres em todos os lugares "através" da dor graciosa da experiência vivida "como" uma beleza quieta, mas ainda assim radical".

## Desempenho comercial
Caution debutou no número cinco da Billboard 200 dos EUA com 51.000 unidades equivalentes vendidas, que incluíram 43.000 vendas de álbuns puros, tornando-se o seu décimo oitavo álbum nos dez primeiros lugares nos Estados Unidos. Na segunda semana, Caution vendeu 14.000 unidades nos EUA, passando do número um para o oito no ranking do Top R&B/Hip Hop Albums, substituindo-o pelo seu próprio álbum de natalino Merry Christmas.
No Reino Unido, a obra estreou no número 40 da parada de álbuns do Reino Unido, com vendas de 3.357 cópias antes de cair no Top 100 em sua segunda semana. Na tabela de álbuns da Austrália, ARIA, Caution entrou no número 15.

## Singles
"With You", foi lançado no dia 4 de outubro de 2018, como o primeiro single do álbum. "GTFO" foi lançado como o primeiro single promocional de "Caution" em 13 de setembro de 2018. "The Distance", que conta com a participação do cantor norte-americano Ty Dolla $ign, é  o segundo single do álbum. "A No No" foi lançado como o terceiro single do álbum em 1 de novembro de 2018.

## Reconhecimento
| Publicação                   | Elogio                                             | Rank | Ref.   |
| ---------------------------- | -------------------------------------------------- | ---- | ------ |
| Between the Lines            | Os melhores álbuns de 2018                         | 3    | [ 60 ] |
| Billboard                    | Os 50 melhores álbuns de 2018: Escolhas da crítica | 39   | [ 61 ] |
| City Pages (Marcus Michalik) | Os 5 melhores álbuns de 2018                       | 5    | [ 62 ] |
| City Pages (Peter Diamond)   | Os 5 melhores álbuns de 2018                       | 5    | [ 62 ] |
| Complex                      | Os melhores álbuns de 2018                         | 48   | [ 63 ] |
| Crack Magazine               | Os melhores álbuns de 2018                         | 49   | [ 64 ] |
| Fact                         | Os 50 melhores álbuns de 2018                      | 50   | [ 65 ] |
| Idolator                     | Os 25 melhores álbuns de 2018                      | 1    | [ 66 ] |
| MuuMuse                      | Os 10 melhores álbuns de 2018                      | 2    | [ 67 ] |
| Now                          | Os 10 melhores álbuns de 2018                      | 9    | [ 68 ] |
| Now (Kevin Ritchie)          | Os 10 melhores álbuns de 2018                      | 4    | [ 69 ] |
| Now (Nick Flanagan)          | Os 10 melhores álbuns de 2018                      | 4    | [ 69 ] |
| Okayplayer                   | Os melhores álbuns de 2018                         | 10   | [ 70 ] |
| Paper                        | Os 5 melhores álbuns de 2018                       | 1    | [ 71 ] |
| Rolling Stone                | Os 20 melhores álbuns pops de 2018                 | 8    | [ 72 ] |
| Slant                        | Os 25 melhores álbuns de 2018                      | 12   | [ 73 ] |
| Spin                         | Os 51 melhores álbuns de 2018                      | 12   | [ 74 ] |
| Thrillist                    | Os melhores álbuns de 2018                         | 33   | [ 75 ] |
| Vulture                      | Os 15 melhores álbuns de 2018                      | 10   | [ 76 ] |

## Lista de faixas
| Caution – Edição padrão |                                                           | |                                                  |         |  |
| N.º                     | Título                                                    | Compositor(es) | Produtor(es)                                     | Duração |  |
| 1.                      | "GTFO"                                                    | Mariah Carey Paul Jeffries Jordon Manswell Badriia Bourelly Porter Robinson                                                         | Carey Nineteen85 Manswell [a]                    | 3:27    |  |
| 2.                      | "With You"                                                | Carey Dijon McFarlane Charles Hinshaw Greg Lawary                                                                                   | Carey DJ Mustard                                 | 3:47    |  |
| 3.                      | "Caution"                                                 | Carey Ernest Wilson Mohamed Sulaiman Luca Polizzi Hinshaw                                                                           | Carey No I.D. SLMN Luca                          | 3:15    |  |
| 4.                      | "A No No"                                                 | Carey Robert "Shea" Taylor Priscilla Hamilton Jeff Lorber Kimberly Jones Christopher Wallace Mason Betha Camron Giles Andreao Heard | Carey Shea Taylor Jermaine Dupri [b]             | 3:07    |  |
| 5.                      | "The Distance" (com part. de Ty Dolla Sign)               | Carey Sonny Moore Peder Losnegård Jason Boyd Tyrone William Griffin, Jr.                                                            | Carey Skrillex Lido Poo Bear                     | 3:27    |  |
| 6.                      | "Giving Me Life" (com part. de Slick Rick e Blood Orange) | Carey Devonte Hynes Richard Walters                                                                                                 | Carey Hynes                                      | 6:08    |  |
| 7.                      | "One Mo' Gen"                                             | Carey Frederik Ball Ebony Oshunrinde Boyd                                                                                           | Carey Fred Ball WondaGurl                        | 3:25    |  |
| 8.                      | "8th Grade"                                               | Carey Timothy Mosley Angel Lopez Federico Vindver Larrance Dopson Boyd                                                              | Carey Timbaland Lopez [a] Vindver [a] Dopson [a] | 4:48    |  |
| 9.                      | "Stay Long Love You" (com part. de Gunna)                 | Carey Sergio Kitchens Jonathan Yip Ray Romulus Jeremy Reeves Ray Charles McCollough II                                              | Carey The Stereotypes                            | 3:18    |  |
| 10.                     | "Portrait"                                                | Carey Daniel Moore II | Carey Moore                                      | 4:01    |  |
| Duração total:          | Duração total:                                            | Duração total: | Duração total:                                   | 38:26   |  |

| Caution – Faixa bônus do CD e da iTunes Store japonesa |                |                                |                |         |  |
| N.º                                                    | Título         | Compositor(es)                 | Produtor(es)   | Duração |  |
| 11.                                                    | "Runway"       | Carey Hamilton Losnegard Moore | Lido Skrillex  | 3:41    |  |
| Duração total:                                         | Duração total: | Duração total:                 | Duração total: | 42:07   |  |

| Caution – Faixa bônus da iTunes Store japonesa |                              |                                |                |         |  |
| N.º                                            | Título                       | Compositor(es)                 | Produtor(es)   | Duração |  |
| 12.                                            | "Runway" (com part. de KOHH) | Carey Hamilton Losnegard Moore | Lido Skrillex  | 3:41    |  |
| Duração total:                                 | Duração total:               | Duração total:                 | Duração total: | 45:48   |  |

Notas
- "GTFO" contém demonstrações de "Goodbye to a World" de Porter Robinson.
- "A No No" contém demonstrações de "Rain Dance", de Jeff Lorber Fusion, e de "Crush on You", de Lil' Kim com part. de The Notorious B.I.G. e Lil Cease.
- "Giving Me Life" contém um dialogo do filme Trading Places (1983).
- a  - denota um co-produtor
- b  - denota um produtor adicional

## Equipe
Créditos adaptados do Tidal.
| Atuação - Mariah Carey – artista principal, strings (faixa 10), produção executiva, produção (faixas 1-12) - Ty Dolla Sign – artista em destaque (faixa 5) - Dev Hynes – artista em destaque (como Blood Orange) (faixa 6), produção (faixa 6) - Slick Rick – artista em destaque (faixa 6) - Gunna – artista em destaque (faixa 9) - KOHH – artista em destaque (faixa 12) - Mary Ann Tatum – vocais de fundo (faixa 4) - Priscilla Renea – vocais de fundo (faixa 4) - Timbaland – vocais de fundo (faixa 8), produção (faixa 8) Instrumentação - Larrance Dopson – teclados (faixas 7 e 8), co-produção (faixa 8) - Angel Lopez – teclados (faixa 8) , coprodução (faixa 8), programação (faixa 8), assistência de engenharia (faixa 8) - Federico Vindver – teclados (faixa 8), coprodução (faixa 8), programação (faixa 8), assistência de engenharia (faixa 8) - Ray McCullough II – baixo (faixa 9) - Ray Romulus – bateria (faixa 9) - Jeremy Reeves – percussão (faixa 9) - Jonathan Yip – sintetizador (faixa 9) - Daniel Moore II – piano (faixa 10) - Josh Baker – percussão (faixa 10) - Serena McKinney Göransson – cordas (faixa 10), violino (faixa 10) Produção - Nineteen85 – produção (faixa 1) - DJ Mustard – produção (faixa 2) - Luca – produção (faixa 3) - No ID – produção (faixa 3) - SLMN – produção (faixa 3) - Shea Taylor – produção (faixa 4) - Lido – produção (faixas 5, 11 e 12), programação (faixa 5) - Poo Bear – produção (faixa 5) , produção adicional (faixas 7 e 8) - Skrillex – produção (faixas 5, 11 e 12), mixagem (faixa 5) | - Fred Ball – produção (faixa 7) - WondaGurl – produção (faixa 7) - Estereótipos – produção (faixa 9) - Daniel Moore II – produção (faixa 10) - Jermaine Dupri – produção adicional (faixas 4 e 7) - Jordan Manswell – co-produção (faixa 1) Técnico - Brian Garten – mixagem (faixas 1-3), gravação (faixas 1-10) - Phil Tan – mixagem (faixas 1-4) - Chris Gehringer – mixagem (faixa 2), masterização (faixas 2-7, 9 e 10) - Jaycen Joshua – mixagem (faixas 5, 7 e 9) - Tom Norris – mixagem (faixa 5) - Mikaelin Bluespruce – mixagem (faixa 6) - Chris Galland – mixagem (faixa 8) - Manny Marroquin – mixagem (faixa 8) - James Royo – gravação (faixa 5) - Bill Zimmerman – assistência de engenharia (faixas 1-4) - Jeremy Nichols – assistência de engenharia (faixas 1, 2, 4-10) - Will Quinnell – assistência de engenharia (faixas 2-7, 9 e 10) - Brendan Morwaski – assistência de engenharia (faixa 3) - Richard Evatt – assistência de engenharia (faixa 3) - Jacob Richards – assistência de engenharia (faixas 5,7 e 9) - Mike Seaberg – assistência de engenharia (faixas 5, 7 e 9) - Rashawn McLean – assistência de engenharia (faixas 5, 7 e 9) - Zach Brown – assistência de engenharia (faixa 6) - Jason Patterson – assistência de engenharia (faixa 8) - Matt Anthony – assistência de engenharia (faixa 8) - Robin Florent – assistência de engenharia (faixa 8) - Scott Desmarais – assistência de engenharia (faixa 8) - Jared Schuerman – assistência de engenharia (faixa 10) - Colin Leonard – masterização (faixa 1) - Herb Powe |